# Love Valley
Love Valley – miasto w Stanach Zjednoczonych, w stanie Karolina Północna, w hrabstwie Iredell.